# Песчанский район
Песча́нский райо́н (укр. Піщанський район) — упразднённая административная единица на юге Винницкой области Украины. Административный центр — посёлок городского типа Песчанка.

## География
Площадь района — 600 км² (26-е место среди районов).
Основные реки — Каменка. В районе берёт начало река Савранка.
Граничил с Молдовой, Одесской областью, Крыжопольским, Ямпольским и Чечельницким районами.

## История
Район образован в 1923 году. Упразднён 30 декабря 1962 года, восстановлен 8 декабря 1966 года. Вновь упразднён 17 июля 2020 года.

## Демография
Население района составляет 21 563 человека (на 1 июня 2013 года), в том числе городское население 6481 — человек (30,05 %), сельское — 15 082 человека (69,95 %).

## Административное устройство
Количество советов:
- поселковых — 2
- сельских — 13

## Населённые пункты
Количество населённых пунктов:
- посёлков городского типа — 2 (Песчанка, Рудница — 1275 жителей)
- сёл — 19
- посёлков сельского типа — 8

Всего насчитывается 29 населённых пунктов.

## Экономика
- 59-я исправительная колония (пгт. Песчанка)

## Культура
- Группа «Лавры», руководитель Фёдор Ущаповский.
- Группа «Последние из могикан», руководитель Владимир Николаевич Тыслюк. (Андрей Черний, Владимир Бушняк, Богдан Тарасюк).
- ФК «Колос», руководитель Иван Михаилович Дидур.

## Достопримечательности
- Красная Мельница (с. Болган, 1903 год).
- Заповедник «Княгиня» (пгт Песчанка).
- Дворец Чарномского (дворец с 20-долларовой банкноты).
- Село Дмитрашковка (родина Павла Муравского, музей-усадьба).